# Everything Goes On
"Everything Goes On" é uma canção do produtor musical estadunidense Porter Robinson em colaboração com o jogo eletrônico League of Legends, lançada como single em 14 de julho de 2022. É o primeiro lançamento de Robinson desde seu álbum Nurture (2021).
A música está ligada ao evento Star Guardian 2022 de League, uma homenagem ao gênero de anime magical girl. A música é inspirada no anime Madoka Magica.

## Antecedentes e composição
Alguém que eu realmente amo estava passando por algo realmente doloroso, e eu comecei a escrever sobre isso, e foi quando realmente clicou para mim porque eu não estava mais fingindo nada. As emoções sobre as quais eu estava escrevendo eram realmente sinceras e dolorosas. E quando eu finalmente descobri o segundo pré-refrão, eu literalmente chorei no estúdio. Meu coração inteiro estava nele.

Robinson sobre o processo de escrita, ao  The Verge
Durante a pandemia de COVID-19, a noiva de Robinson, Rika, apresentou-o a League of Legends. Quando o desenvolvedor de League Riot Games lançou a série animada Arcane, Robinson percebeu que queria se envolver em um de seus projetos. Ele então decidiu abordar a Riot sobre contribuir com uma música; eles propuseram que ele trabalhasse no tema de Star Guardian 2022, a ser acompanhado por uma animação de cerca de dois minutos e meio de duração.
Robinson frequentemente refez a letra de "Everything Goes On" enquanto trabalhava nela, algo que ele atribuiu ao seu foco nas letras que cresceram ao longo do tempo. Inicialmente inspirando-se em um curta de animação lançado pela Riot em 2019, Robinson acabou mudando para escrever sobre algo mais próximo de suas próprias experiências.
Além dos elementos de eletrônica presentes em seu trabalho anterior, "Everything Goes On" traz elementos do indie rock e foi parcialmente realizado por Robinson na guitarra, que ele descreveu como um "fluxo de trabalho diferente" para si mesmo.

## Videoclipe
"Everything Goes On" foi lançado juntamente com um videoclipe oficial para iniciar o evento Star Guardians 2022 em League of Legends. Robinson não trabalhou no vídeo animado, o que que, de acordo com o The Verge, "criou um contraste interessante" às vezes devido à natureza pessoal da música e sua letra.

## Recepção crítica
Escrevendo para a Billboard, Kat Bein descreve "Everything Goes On" como uma "canção sincera", escrevendo que "captura toda a beleza, poder e tristeza que vem com o sacrifício de sua vida como uma menina adolescente para proteger o mundo; e faz tudo isso sem sacrificar qualquer parte de seu estilo Porter Robinson".
Em um artigo para a NME, Ali Shutler descreve "Everything Goes On" como "uma bela música que luta com melancolia, esperança, amor, desejo e perda".

## Lista de faixas
| "Everything Goes On" – Single digital |                      |         |  |
| N.º                                   | Título               | Duração |  |
| 1.                                    | "Everything Goes On" | 3:22    |  |
| Duração total:                        | Duração total:       | 3:22    |  |

| "Everything Goes On" – Single de 7 polegadas |                                              |         |  |
| N.º                                          | Título                                       | Duração |  |
| 1.                                           | "Everything Goes On"                         | 3:22    |  |
| 2.                                           | "Everything Goes On (Star Guardian Version)" |         |  |

## Paradas musicais
| Parada (2022)                                     | Posição de pico |
| ------------------------------------------------- | --------------- |
| Estados Unidos (Billboard Dance/Electronic Songs) | 9               |
| Nova Zelândia (RMNZ Hot Singles)                  | 10              |
| Vietnã (Vietnam Hot 100)                          | 90              |